# Walckenaeria mengei
Walckenaeria mengei är en spindelart som beskrevs av Friedrich Wilhelm Bösenberg 1902. Walckenaeria mengei ingår i släktet Walckenaeria och familjen täckvävarspindlar.
Artens utbredningsområde är Tyskland. Inga underarter finns listade i Catalogue of Life.